# Mauricio Alonso Pereda
Mauricio Sebastián Alonso (Montevideo, Uruguay; 12 de febrero de 1994) es un futbolista uruguayo. Se desempeña como delantero y su equipo actual es Universidad Católica de la Serie A de Ecuador.

## Trayectoria
Mauricio Alonso, debutó en el Club Atlético Cerro de Uruguay a los 17 años de edad, donde hasta julio de 2013 logró acumular seis goles en partidos oficiales, para Cerro en dos años de carrera, donde solía ser usado como revulsivo para el primer equipo. En julio de 2013, la directiva del Atlético de San Luis de México, anuncia un acuerdo con el joven futbolista.
En agosto de 2017, el jugador llega a España para jugar en el Club de Fútbol Lorca Deportiva de la Segunda División B.

## Estadísticas

### Clubes
Actualizado al último partido disputado el 16 de agosto de 2025.
| Club                           | Temporada     | Liga  | Liga  | Copas nacionales | Copas nacionales | Copas internacionales | Copas internacionales | Total | Total |
| Club                           | Temporada     | Part. | Goles | Part.            | Goles            | Part.                 | Goles                 | Part. | Goles |
| ------------------------------ | ------------- | ----- | ----- | ---------------- | ---------------- | --------------------- | --------------------- | ----- | ----- |
| Cerro · Uruguay                | 2011-12       | 27    | 3     | -                | -                | -                     | -                     | 27    | 3     |
| Cerro · Uruguay                | 2012-13       | 26    | 3     | -                | -                | -                     | -                     | 26    | 3     |
| Cerro · Uruguay                | 2013-14       | 16    | 1     | -                | -                | -                     | -                     | 16    | 1     |
| Sud América · Uruguay          | 2014-15       | 26    | 1     | -                | -                | -                     | -                     | 26    | 1     |
| Sud América · Uruguay          | Total club    | 26    | 1     | -                | -                | -                     | -                     | 26    | 1     |
| Cerro · Uruguay                | 2015-16       | 5     | 0     | -                | -                | -                     | -                     | 5     | 0     |
| Cerro · Uruguay                | Total club    | 74    | 7     | -                | -                | -                     | -                     | 74    | 7     |
| Villa Dálmine Argentina        | 2016          | 18    | 5     | 1                | 0                | -                     | -                     | 19    | 5     |
| Villa Dálmine Argentina        | 2016-17       | 14    | 3     | -                | -                | -                     | -                     | 14    | 3     |
| Villa Dálmine Argentina        | Total club    | 32    | 8     | 1                | 0                | -                     | -                     | 33    | 8     |
| C. F. Lorca Deportiva · España | 2017-18       | 11    | 1     | 1                | 0                | -                     | -                     | 12    | 0     |
| C. F. Lorca Deportiva · España | Total club    | 11    | 1     | 1                | 0                | -                     | -                     | 12    | 0     |
| Deportivo Morón Argentina      | 2017-18       | 4     | 0     | 1                | 0                | -                     | -                     | 5     | 0     |
| Deportivo Morón Argentina      | 2018-19       | 3     | 0     | -                | -                | -                     | -                     | 3     | 0     |
| Deportivo Morón Argentina      | 2019-20       | 13    | 3     | -                | -                | -                     | -                     | 13    | 3     |
| Deportivo Morón Argentina      | Total club    | 20    | 3     | 1                | 0                | -                     | -                     | 21    | 3     |
| Central Español · Uruguay      | 2020          | 6     | 0     | -                | -                | -                     | -                     | 6     | 0     |
| Central Español · Uruguay      | 2021          | 23    | 6     | -                | -                | -                     | -                     | 23    | 6     |
| Central Español · Uruguay      | Total club    | 29    | 6     | -                | -                | -                     | -                     | 29    | 6     |
| Mushuc Runa · Ecuador          | 2022          | 30    | 2     | 9                | 2                | 2                     | 1                     | 41    | 5     |
| Guayaquil City · Ecuador       | 2023          | 28    | 1     | —                | —                | —                     | —                     | 28    | 1     |
| Guayaquil City · Ecuador       | Total club    | 28    | 1     | 0                | 0                | 0                     | 0                     | 28    | 1     |
| Mushuc Runa · Ecuador          | 2024          | 28    | 2     | 5                | 0                | —                     | —                     | 33    | 2     |
| Mushuc Runa · Ecuador          | 2025          | 15    | 1     | 0                | 0                | 4                     | 1                     | 19    | 2     |
| Mushuc Runa · Ecuador          | Total club    | 73    | 5     | 14               | 2                | 6                     | 2                     | 93    | 9     |
| Universidad Católica · Ecuador | 2025          | 7     | 3     | 1                | 0                | 1                     | 0                     | 9     | 3     |
| Universidad Católica · Ecuador | Total club    | 7     | 3     | 1                | 0                | 1                     | 0                     | 9     | 3     |
| Total carrera                  | Total carrera | 300   | 35    | 18               | 2                | 7                     | 2                     | 325   | 39    |
| 1. 2.                          |               |       |       |                  |                  |                       |                       |       |       |